# Nationalpolizei Osttimors

Logo der PNTL

Die Polícia Nacional de Timor-Leste (PNTL; deutsch Nationalpolizei Osttimors) ist die Polizei von Osttimor. Sie besteht aus 4165 Beamten, 623 davon sind Frauen (Stand Ende 2018). Die Polizei ist dem Innenministerium unterstellt. Das Generalkommando der PNTL befindet sich in Dilis Stadtteil Caicoli, in den ehemaligen Räumen des indonesischen Militärkommandos für Osttimor (Komando Resor Militer 164).

## Geschichte
| Übernahme der Verantwortung durch die PNTL seit 2006 |                                                                                              |
| Datum                                                | Distrikte/Bereich                                                                            |
| 5. Februar 2008                                      | Dili, in den Stadtteilen Bairro Pite, Bidau und Mercado Lama                                 |
| 14. Mai 2009                                         | Lautém                                                                                       |
| Juni 2009                                            | Oecusse                                                                                      |
| 25. Juli 2009                                        | Manatuto                                                                                     |
| 5. Dezember 2009                                     | Viqueque                                                                                     |
| 14. Dezember 2009                                    | Unidade da Polícia Marítima, Serviço de Informações de Polícia und Polizeiausbildungszentrum |
| 12. April 2010                                       | Ainaro                                                                                       |
| 16. April 2010                                       | Baucau                                                                                       |
| 7. September 2010                                    | Liquiçá                                                                                      |
| 10. September 2010                                   | Ermera                                                                                       |
| 28. September 2010                                   | Einwanderungsbehörde, nationales Interpol-Büro, Grenzpatrouille                              |
| 27. März 2011                                        | Komplette Übernahme der Verantwortung im ganzen Land                                         |

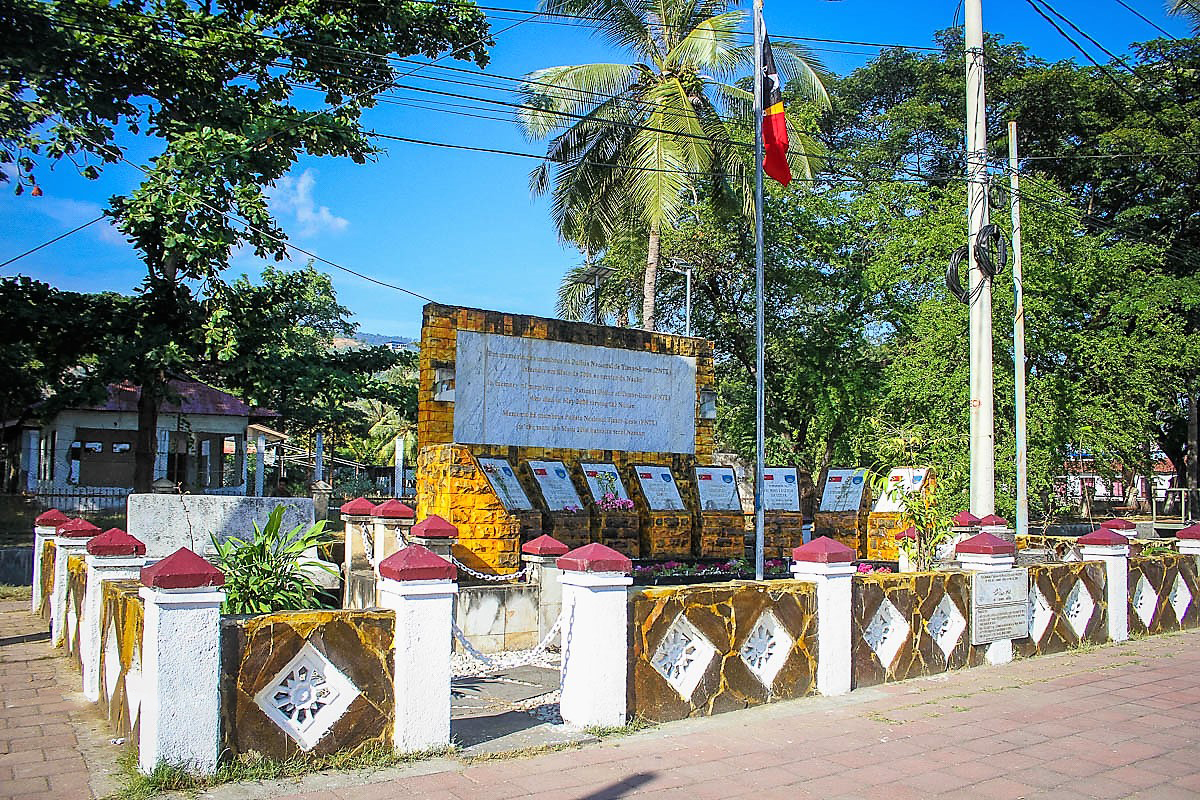
Gedenkstätte für die bei den Unruhen 2006 getöteten Polizisten

Die PNTL wurde am 27. März 2000 von der UN-Verwaltung aufgestellt, unter der Osttimor nach 24 Jahren indonesischer Besatzung seit 1999 stand. Viele der Polizisten, die die Indonesier während der Besatzung rekrutierten, waren Kaladi aus dem Westen des Landes. Die UN und das unabhängige Osttimor übernahmen 300 dieser Polizisten in ihren Dienst, woraus u. a. der schwelende Konflikt zwischen Polizei und Militär F-FDTL resultierte. Das Militär F-FDTL besteht zumeist aus Firaku, Bewohnern des Ostens des Landes und ehemaligen Freiheitskämpfern.
Am 10. August 2001 begannen die ersten Polizisten des East Timor Police Service (ETPS) ihren Dienst, zusammen mit den internationalen Polizeieinheiten der Übergangsverwaltung der Vereinten Nationen für Osttimor, die auch die Ausbildung der osttimoresischen Polizisten übernahm. Problematisch war dabei die Multinationalität der Ausbilder, die aus 52 Ländern stammen, darunter Länder wie Sambia oder die Ukraine. Später wurden die Polizeikräfte umbenannt in Timor-Leste Police Service, bevor sie mit der Unabhängigkeit des Landes am 20. Mai 2002 ihren jetzigen Namen erhielten, zusammen mit der vollen Polizeigewalt. Seit dem 10. Dezember 2003 hatte die PNTL mit 2500 Beamten die alleinige Verantwortung im Lande.
2006 brachen Unruhen in Osttimor aus. Am 25. Mai kam es dabei zu einem Gefecht zwischen rebellierenden Soldaten und der PNTL, in dem acht Polizisten getötet wurden. Eine neue Internationale Eingreiftruppe stellte die öffentliche Ordnung wieder her. Später folgte die UN-Mission UNMIT, die aus internationalen Polizeikräften bestand. Eine gemeinsame Kommission der Regierung und der UN bewertete das Verhalten der Polizisten während der Unruhen und kam am 1. Dezember 2007 zu dem Schluss, dass von den 3110 Beamten 186 Polizisten endgültig und weitere 1274 als vorläufig verlässlich einzustufen sind. Den anderen 1650 Mann droht die Entlassung. Seit 2008 übernahm die PNTL wieder nach und nach die Verantwortung für die Sicherheit in den einzelnen Distrikten des Landes. 2009 wurden die Police Special Reserve Unit (URP) in die Companhia de Operações Especiais (COE) umgewandelt und die Rapid Intervention Police Unit (UIR) in die Public Order Battalion (BOP). Zum elften Geburtstag der PNTL übernahm die Nationalpolizei am 27. März 2011 endgültig wieder die volle Verantwortung für die innere Sicherheit im Land von den UN. Die alleinige Verantwortung hat die PNTL wieder seit dem 31. Oktober 2012.

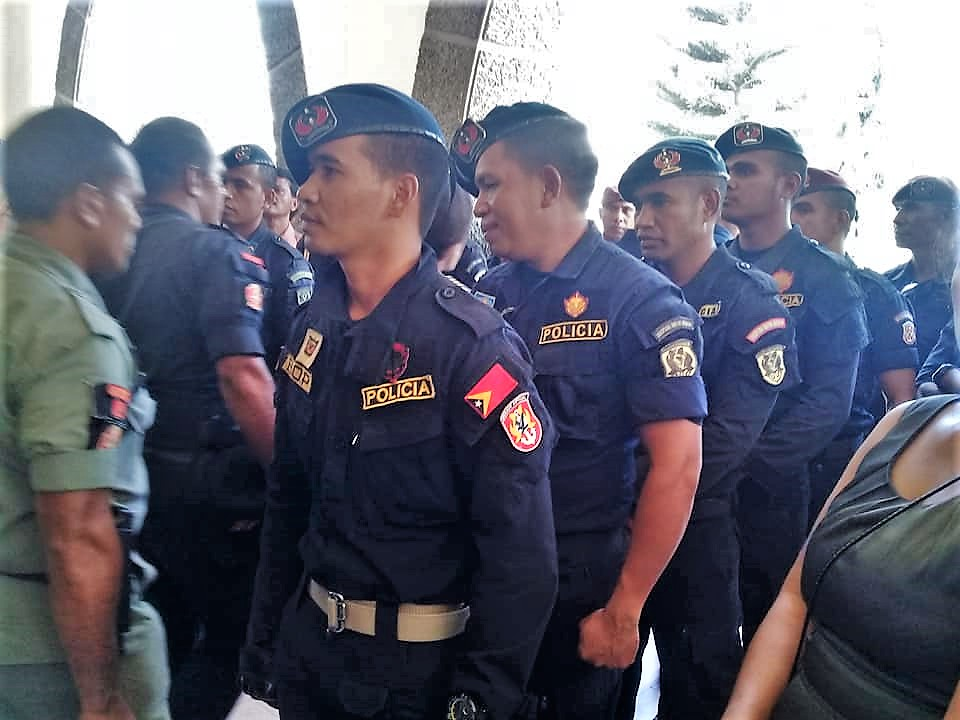
Polizisten des BOP bei der Trauerfeier für die Opfer der Tragödie von Culuhun

Immer wieder gab es Vorwürfe von Menschenrechtsverletzungen durch Polizisten. Zwar gibt es keine organisierte Folter, doch eine Kultur der Gewalt in der Gesellschaft führt immer wieder zu Übergriffen. Allein 44 Fälle wurden nach einem UN-Bericht im August 2008 zur Situation der Menschenrechte durch die osttimoresischen Behörden untersucht. Am 28. Dezember 2009 starb ein junger Mann durch Schüsse eines Polizisten in Delta Nova/Dili. Danach wurden Forderungen laut, die Polizei zu entwaffnen. 2011 registrierte die lokale Menschenrechtsorganisation HAK 90 Fälle von Menschenrechtsverletzungen durch Polizisten und „nur“ neun durch Soldaten der Verteidigungskräfte Osttimors (F-FDTL) im selben Zeitraum.
Am 18. November 2018 erschoss ein betrunkener Polizeibeamter, der außer Dienst war, bei der Tragödie von Culuhun drei junge Männer. Der Vorfall löste allgemeine Empörung und Proteste aus, da Polizeibeamte nur im Dienst Waffen tragen dürfen. Der Todesschütze und drei weitere, involvierte Beamte wurden verhaftet. Am 5. Juni 2021 tötete ein Polizist mit seiner Dienstwaffe zwei Männer in Lahane Ocidental (Dili) und verletzte einen weiteren schwer.

## Generalkommandanten der Nationalpolizei

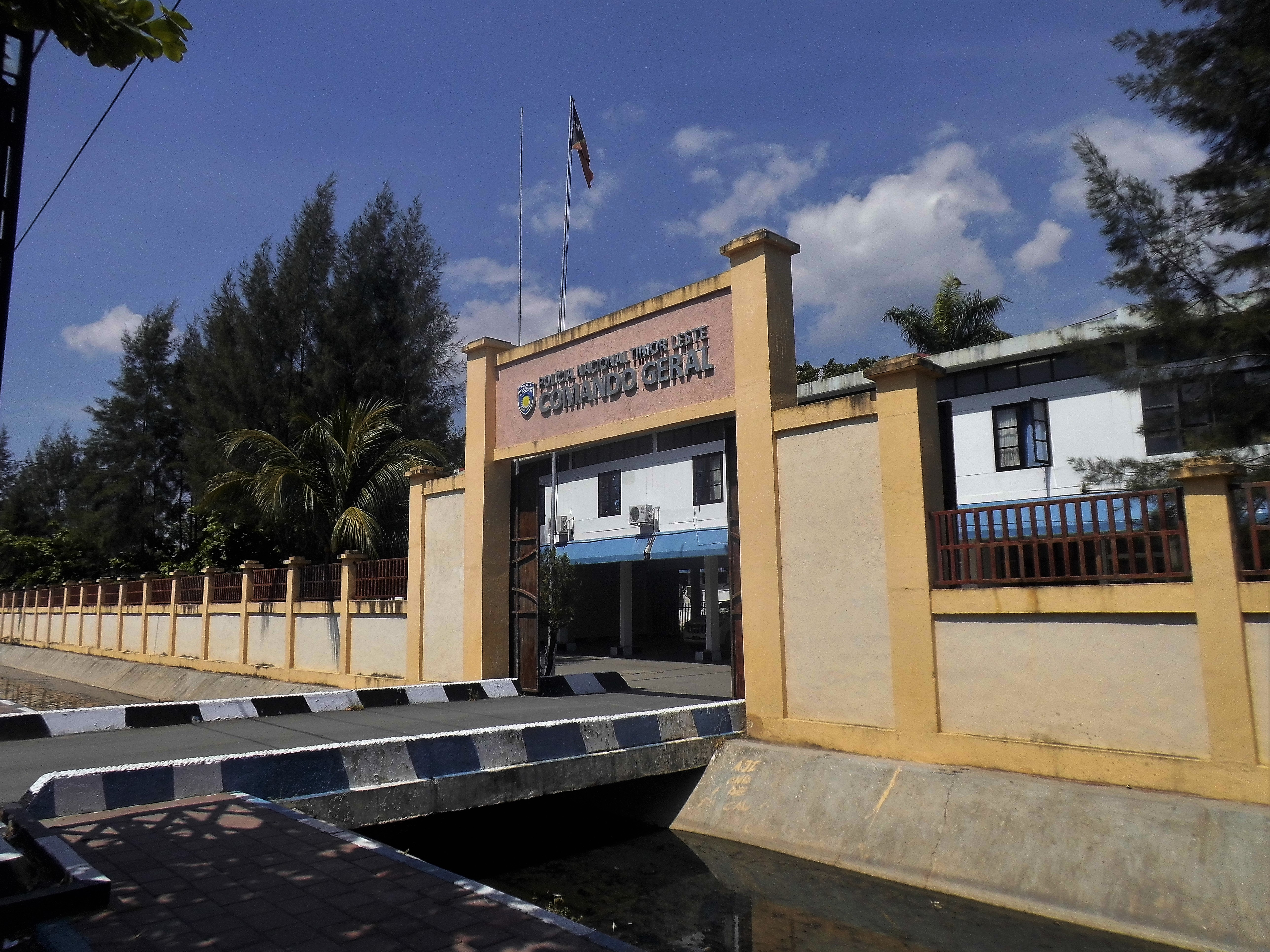
Das Generalkommando der PNTL in Caicoli

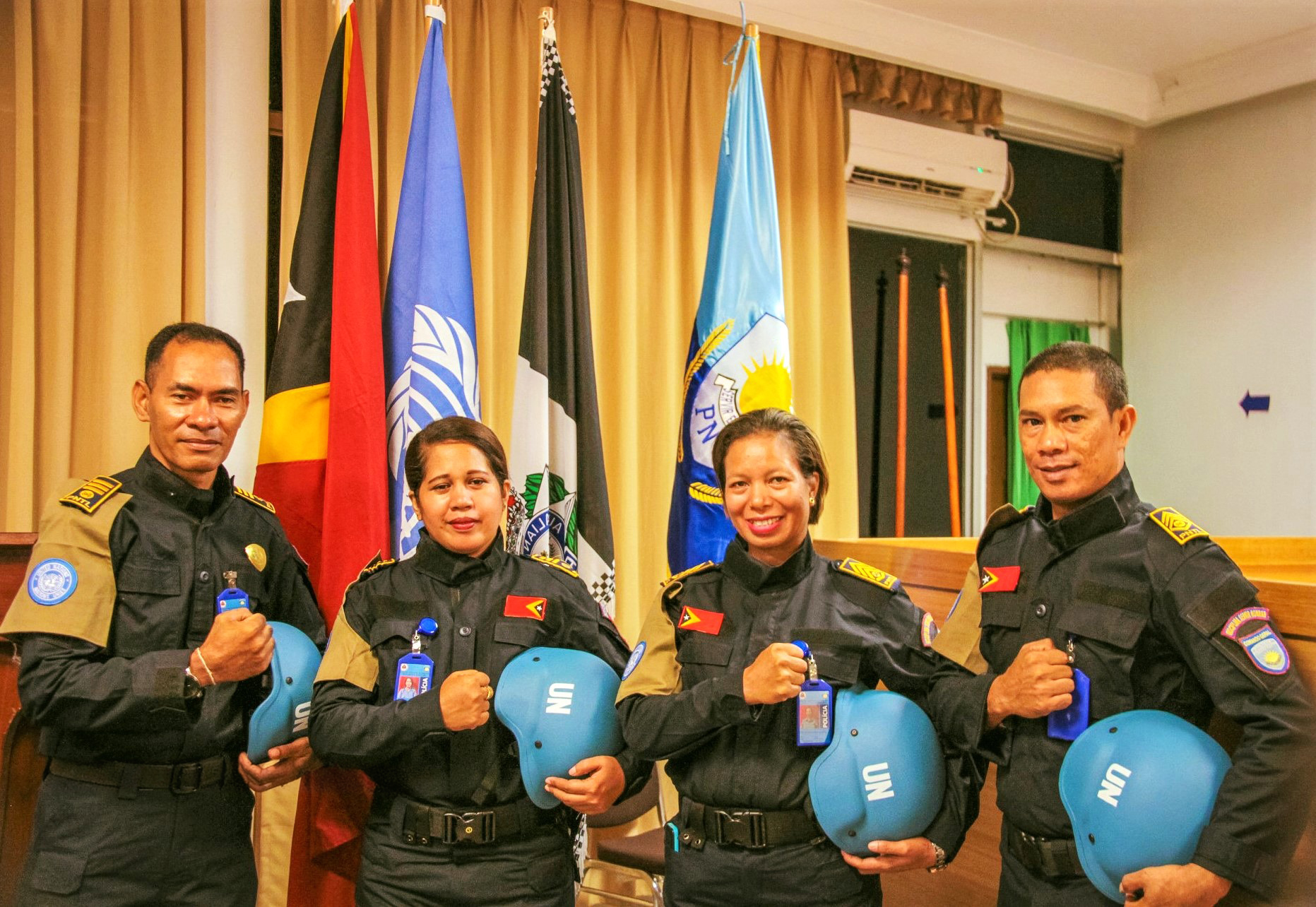
Mitglieder der PNTL für die UNMISS

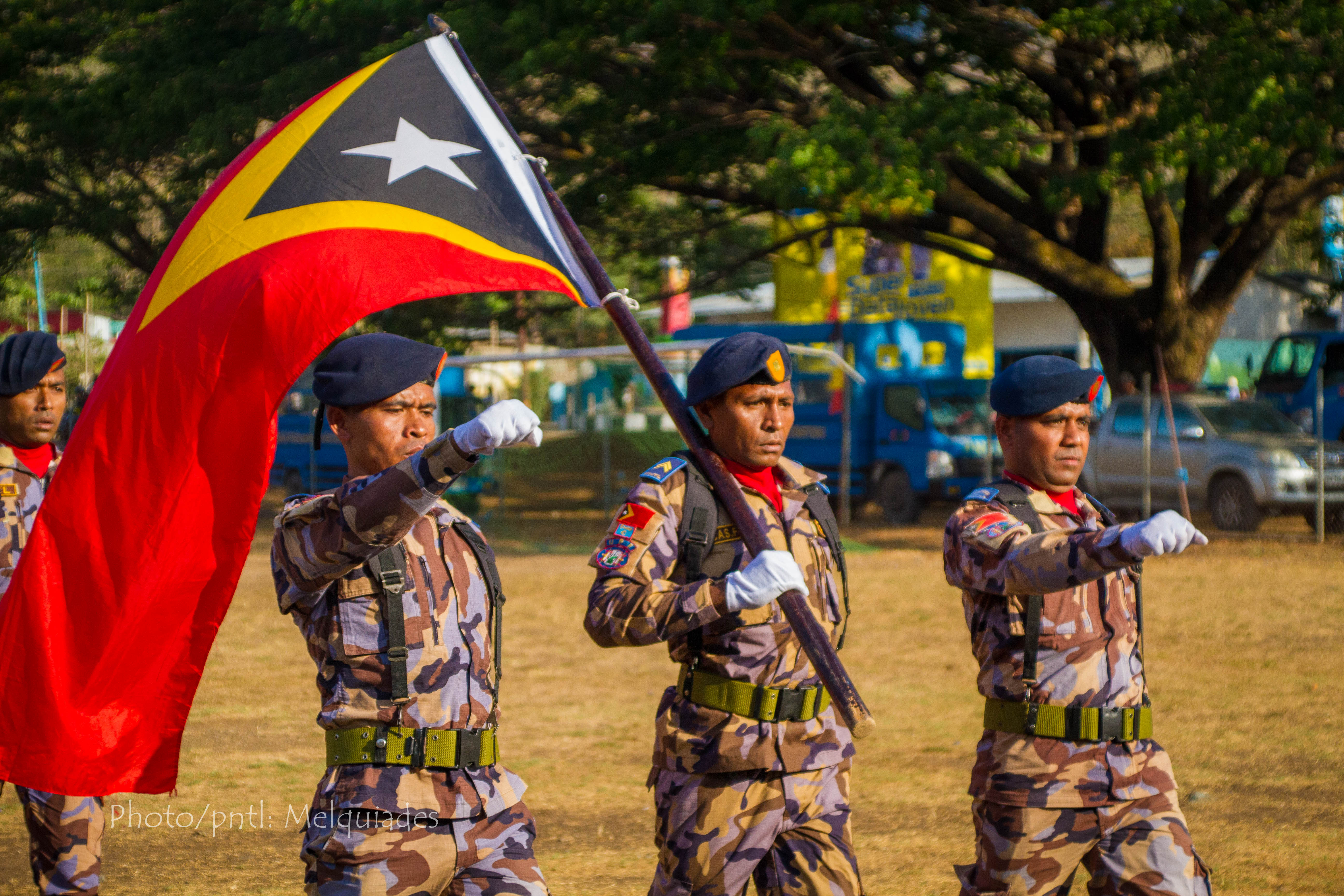
Beamte der Unidade de Patrulhamento de Fronteira

| Generalkommandanten |                         |                                    |                      |
| Foto                | Name                    | Dienstzeit                         | Stellvertreter       |
|                     | Paulo de Fátima Martins | 27. März 2000 bis 2006             | Ismael da Costa Babo |
|                     | Afonso de Jesus         | interim 2006 bis 27. März 2009     |                      |
|                     | Longuinhos Monteiro     | 27. März 2009 bis 16. Februar 2015 |                      |
|                     | Júlio Hornay            | 27. März 2015 bis 27. März 2019    | Faustino da Costa    |
|                     | Faustino da Costa       | 27. März 2019 – 15. März 2023      | Mateus Fernandes     |
|                     | Henrique da Costa       | seit 27. März 2023                 | Pedro Belo           |

## Teile der PNTL

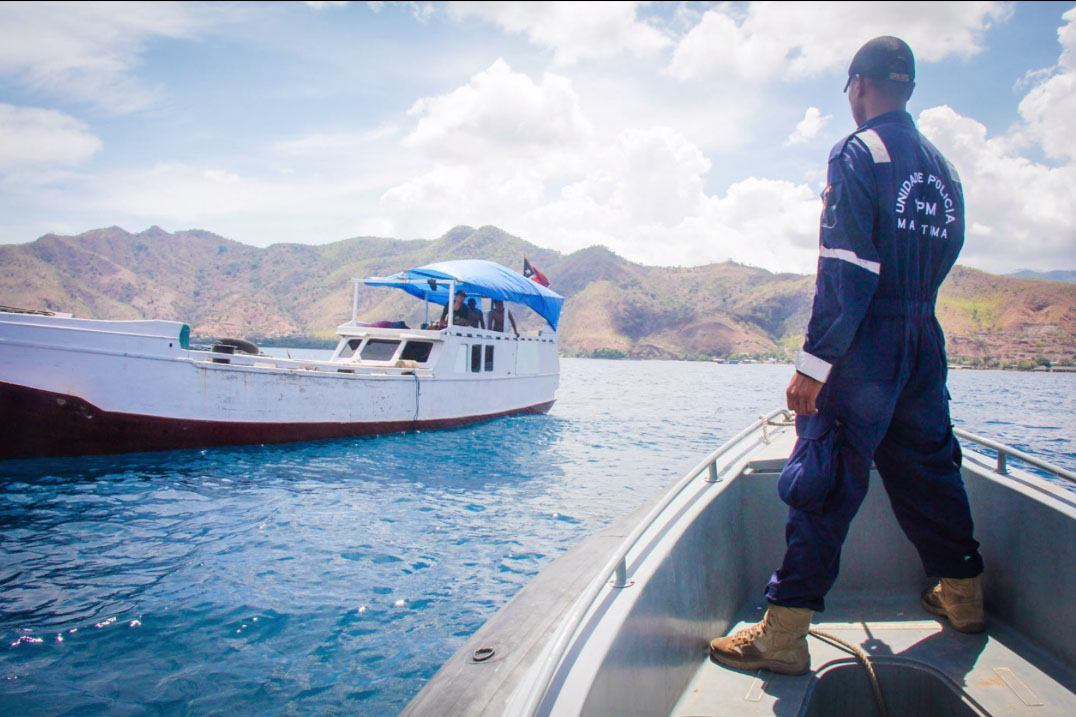
Beamter der Unidade da Polícia Marítima (UPM)

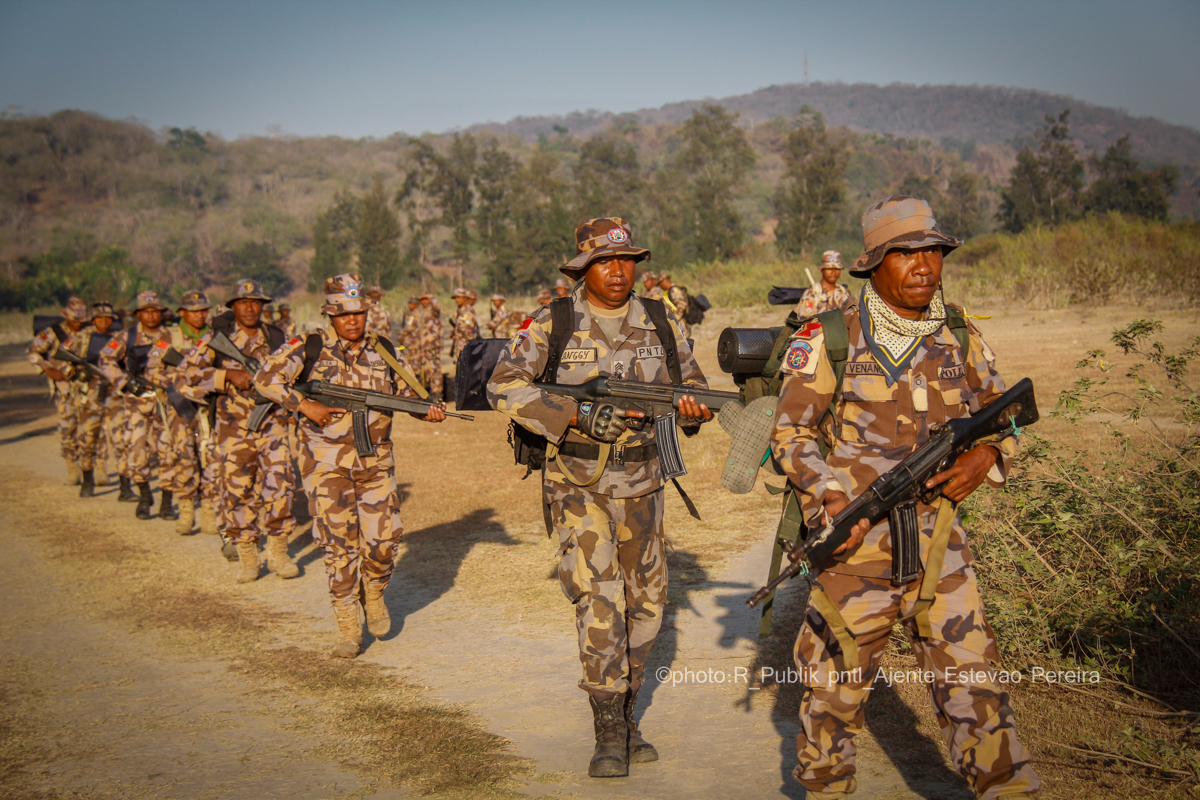
Beamte der Unidade de Patrulhamento de Fronteira (UPF) auf Patrouille

Die PNTL unterteilt sich in 13 Gemeindekommandos, deren größte jene von Dili mit 467 Beamten und von Baucau mit 200 Beamten sind. Dazu kommen das Ausbildungszentrum in Dili, das Generalkommando mit 306 Beamten und mehrere Sondereinheiten.

### Operative Einheiten
- Unidade Especial de Polícia (UEP), die Spezialeinheit der Polizei, mit 712 Beamten die größte Untergliederung der PNTL.[1]
  - Batalhão de Ordem Pública/Batelaun Ordem Publika (BOP, im englischen Public Order Battalion)
  - Companhia de Segurança Pessoal (CSP)
  - Companhia de Operações Especiais (COE, englisch Police Special Operation Unit), ehemals Police Special Reserve Unit (URP)
    - Seksaun Anti Terrorista (SAT), Antiterroreinheit

  - Pelotão de Apoio e Serviços
- Unidade de Patrulhamento de Fronteira (UPF, im englischen oft Border Police Unit BPU).
- Unidade da Polícia Marítima (UPM)
- Serviço de Informações de Polícia (Servisu Informasaun Polísia SIP)
- Kriminalpolizei: Serviço de Investigação Criminal Nacional (SICN)/Servisu Investigasaun Kriminál Nasionál (SIKN)
- Departamentu Tránzitu no Seguransa Rodoviária (Abteilung Transit und Sicherheit im Straßenverkehr)
- Unidade Polisiamentu Komunitária (Kommunale Polizei)
- Gabinete Relasaun Públika (Büro Öffentlichkeitsarbeit)
- Gabinete Relasaun Internasional (Büro Internationale Beziehungen)[24]

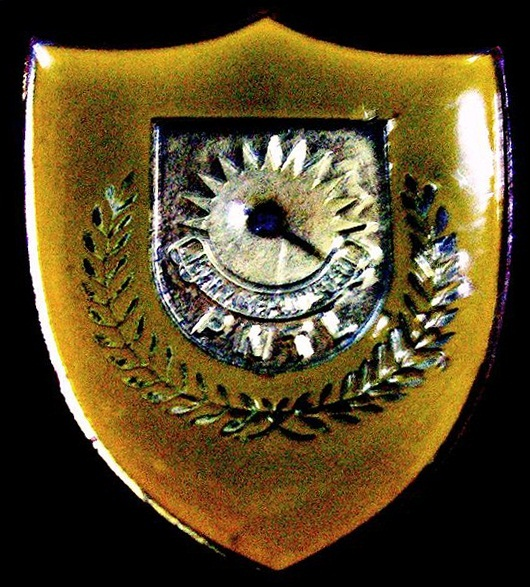
Abzeichen der PNTL

### Verwaltung
- Sentru Formasaun Polísia (Ausbildungszentrum der Polizei)
- Departamentu Justisa (Justizabteilung)
- Seksaun Jéneru (Abteilung Geschlechter). Abteilung zur Bekämpfung der Diskriminierung von Frauen. Kommandantin war 2014 Superintendente Assistente Umbelina Soares.[25] Derzeit (Stand 2020) wird die Abteilung von Julia da Gama geleitet.[26]
- Aprovizionamentu (Beschaffungslogistik)
- Rekursu Umanu (Humanressourcen)[24]

## Uniformen auf der Parade zum 19. Tag der Polizei 2019

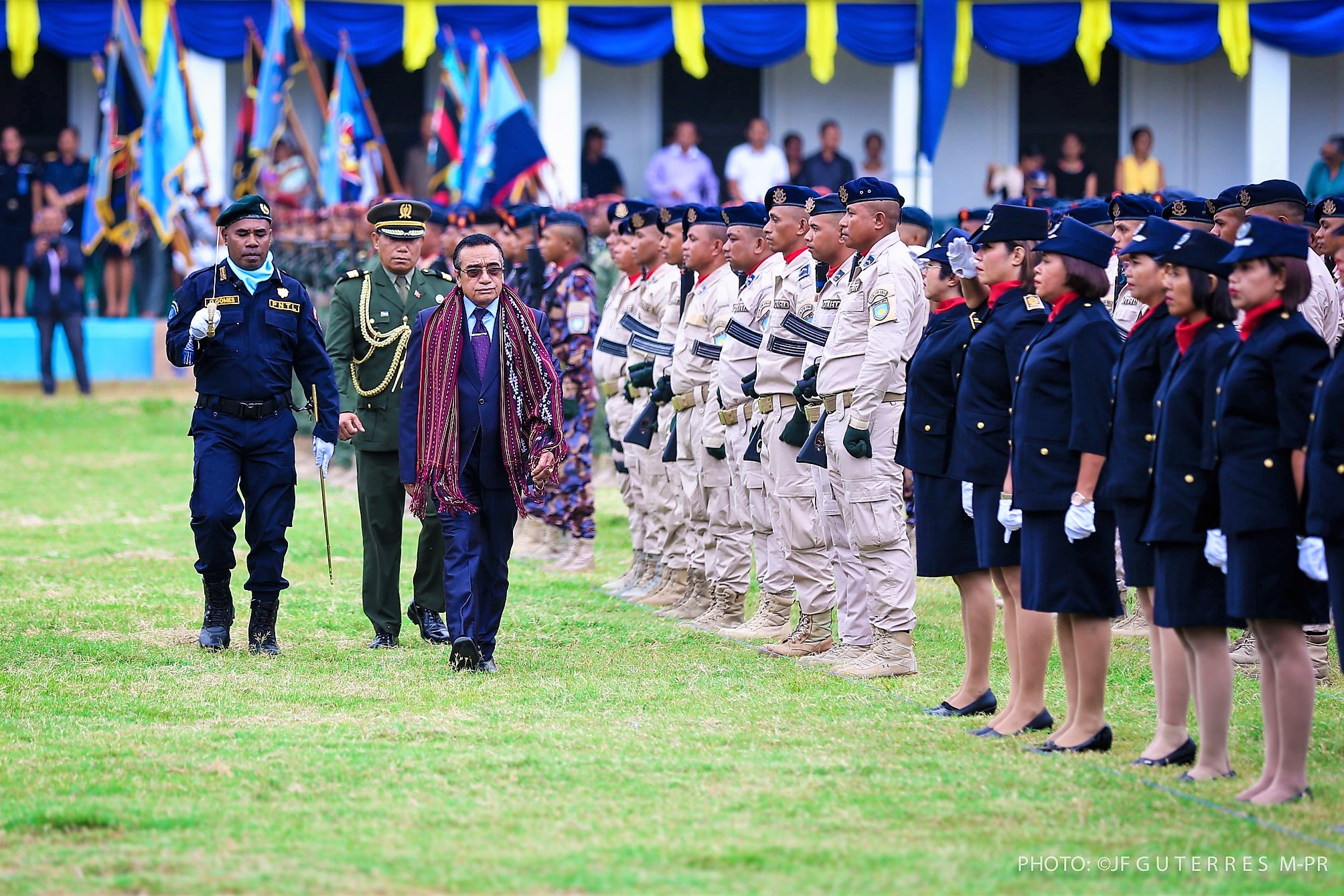
Präsident Francisco Guterres schreitet die Ehrenformation ab
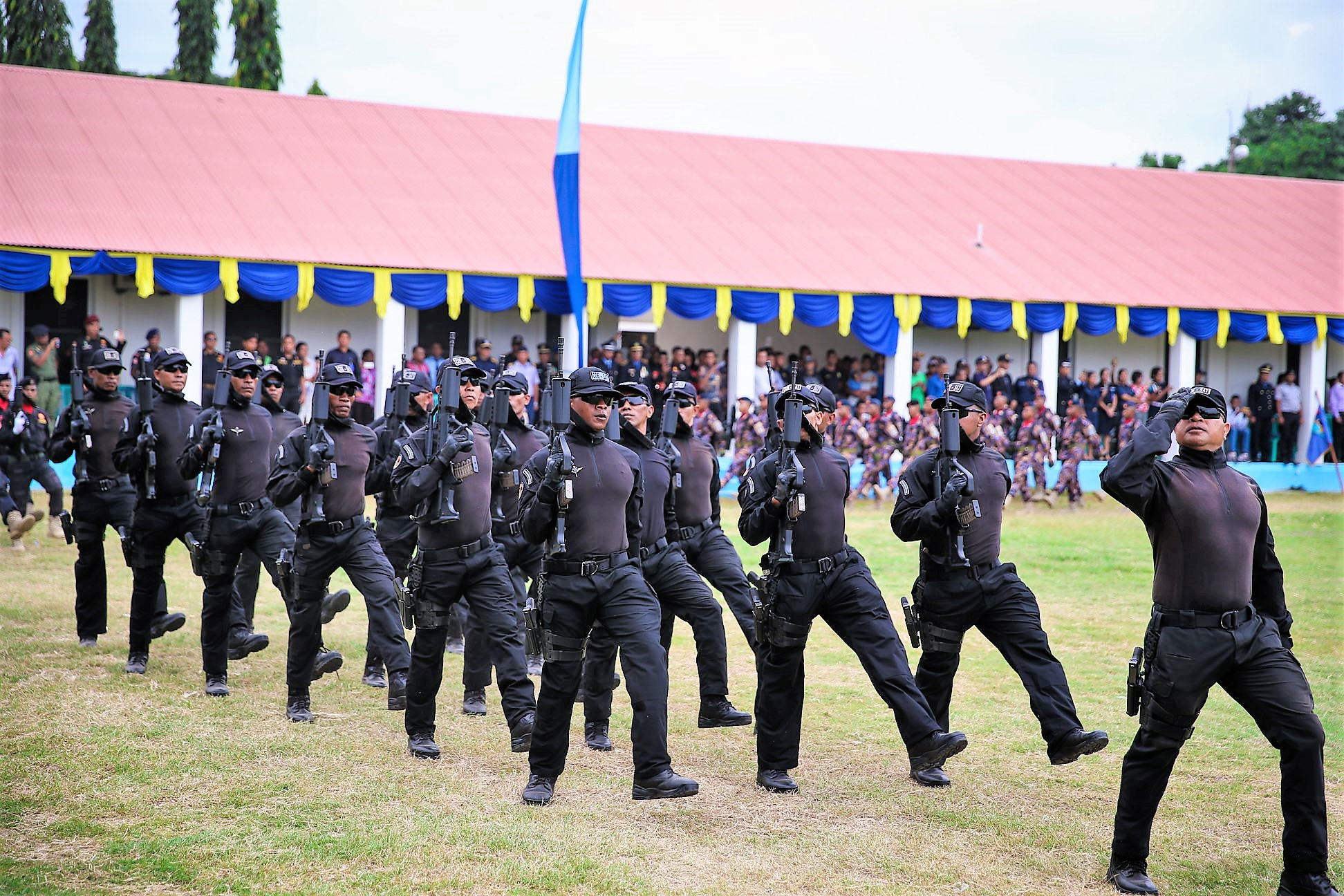
Anti-Terror-Einheit COE-SAT
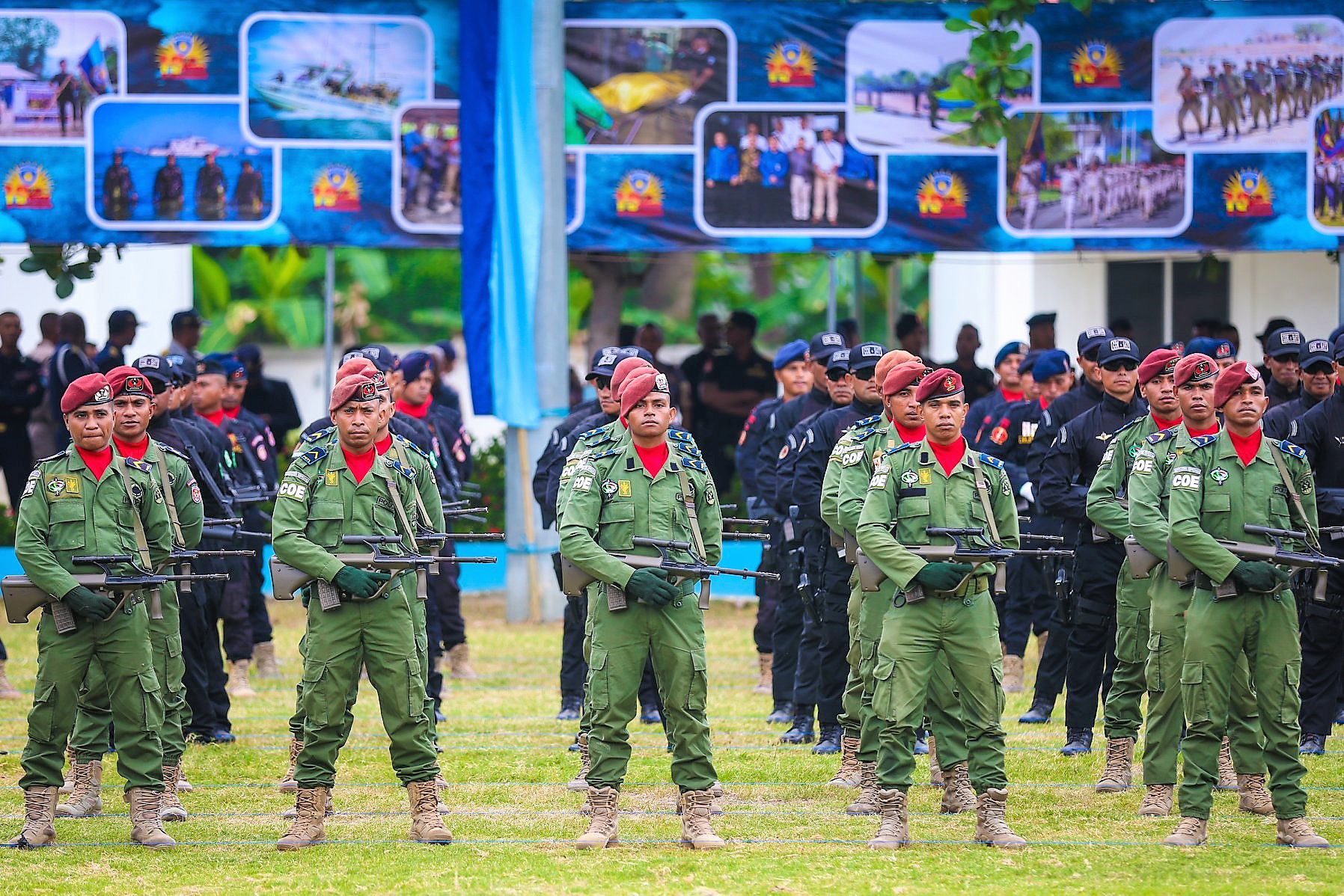
Companhia de Operações Especiais COE
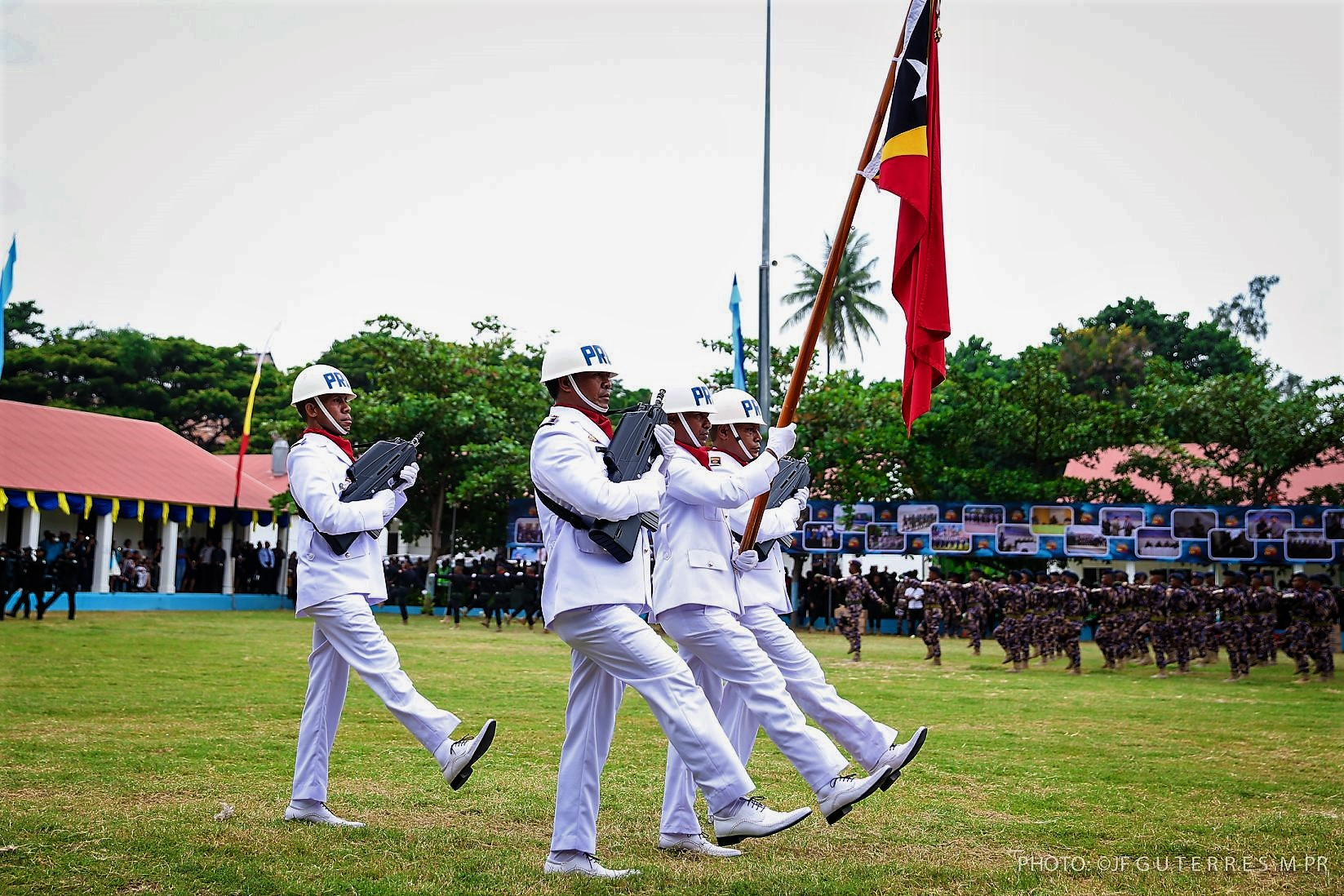
PRDF
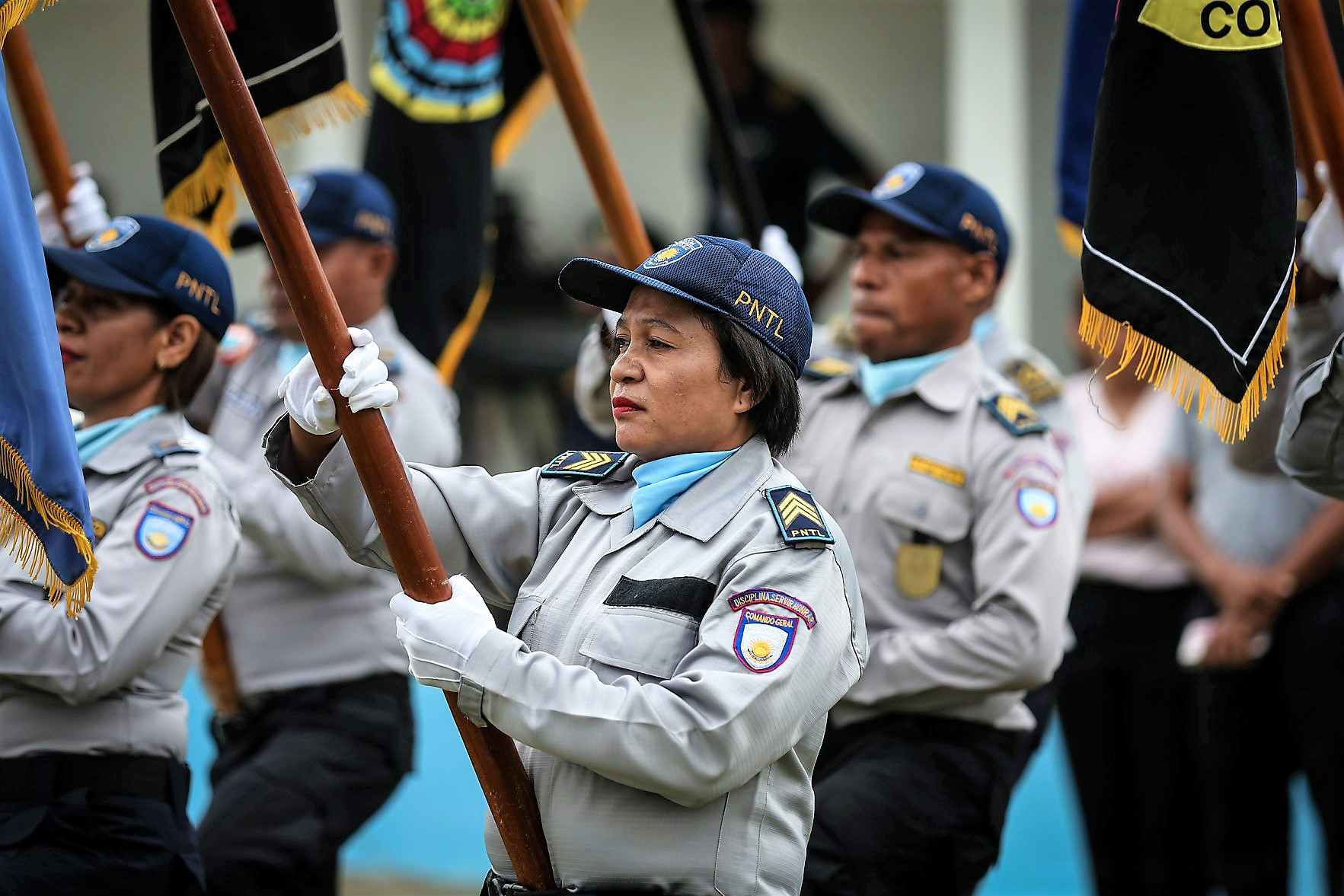
Generalkommando
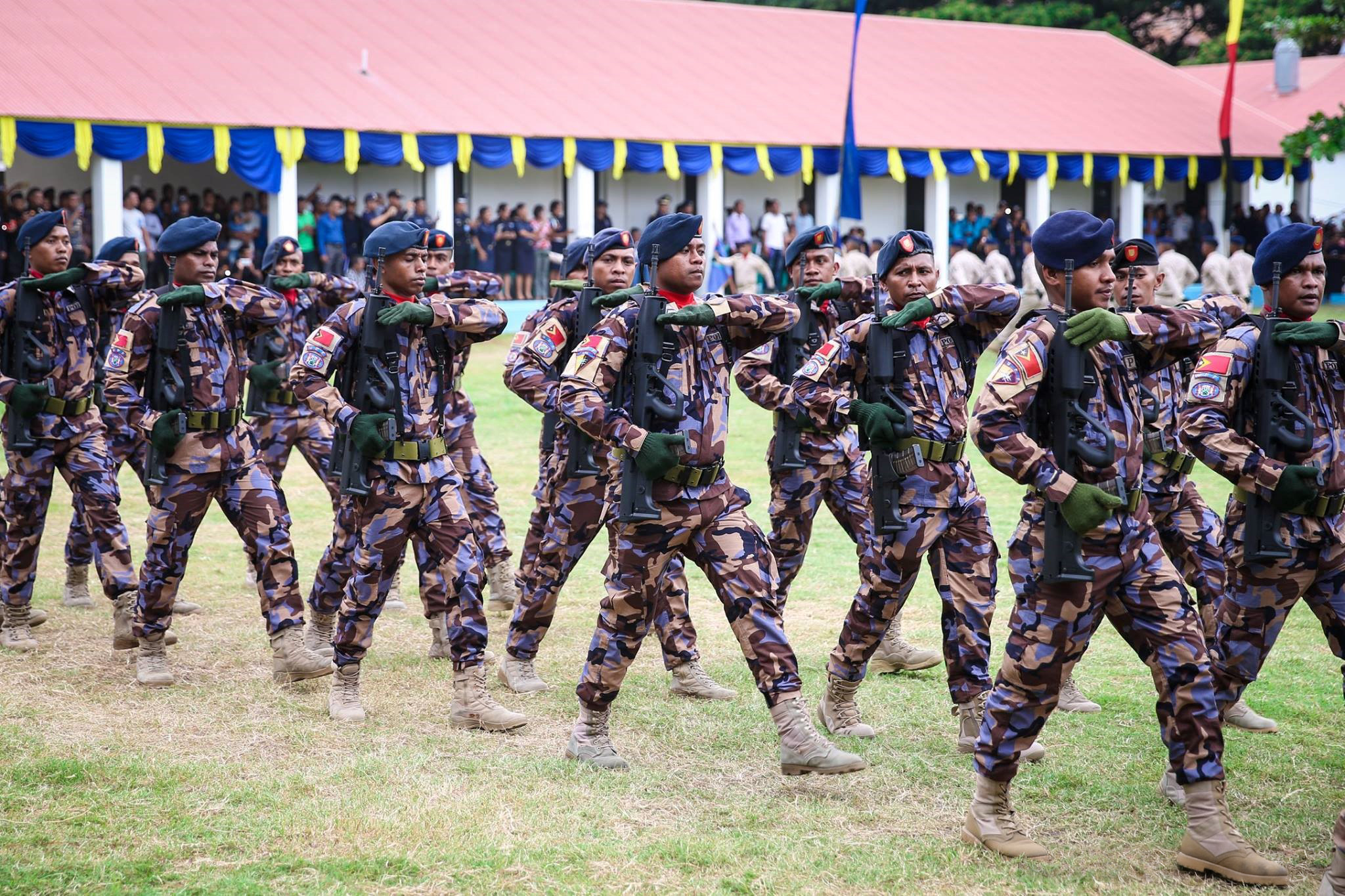
Unidade de Patrulhamento de Fronteira UPF
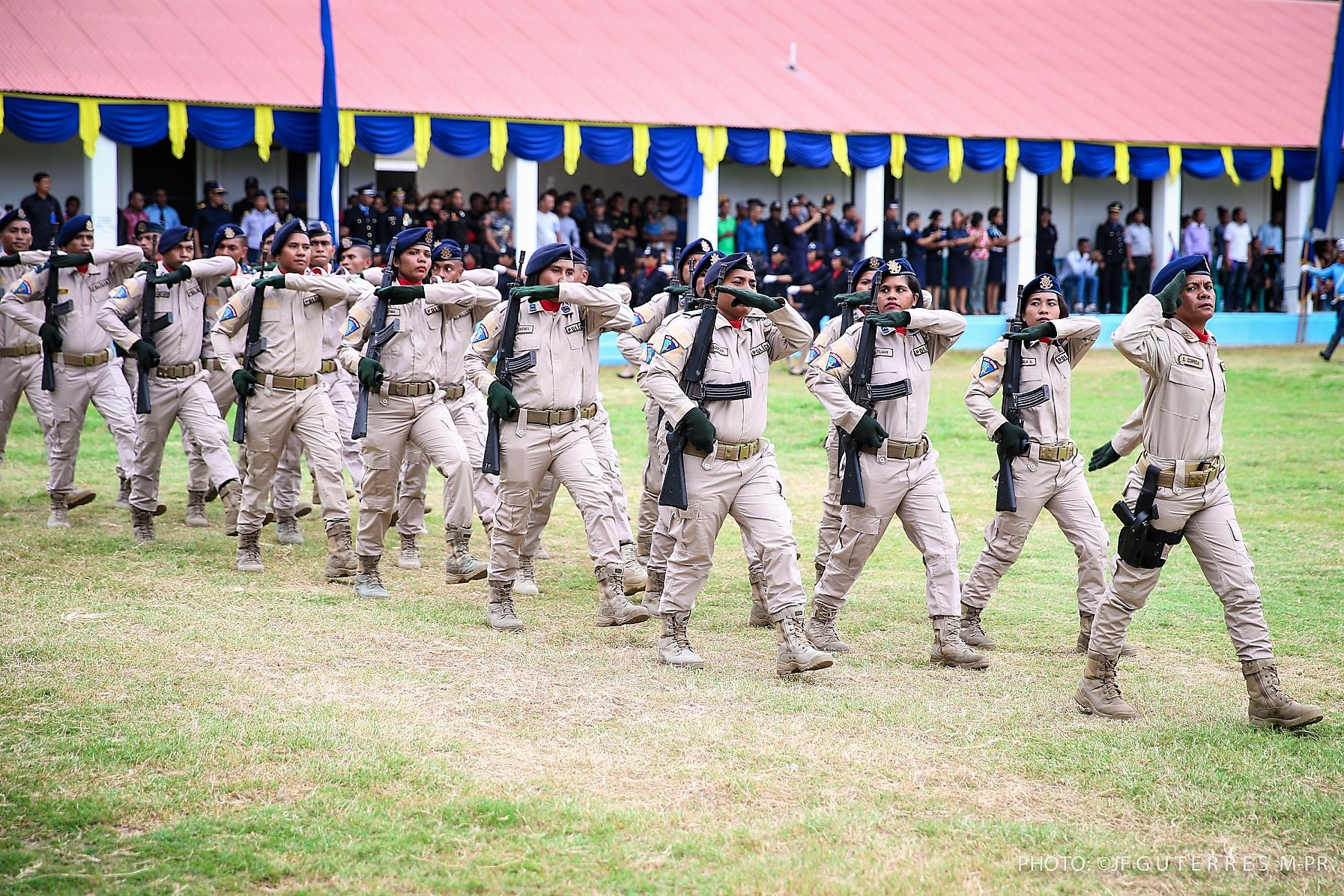
Unidade da Policia Maritima UPM
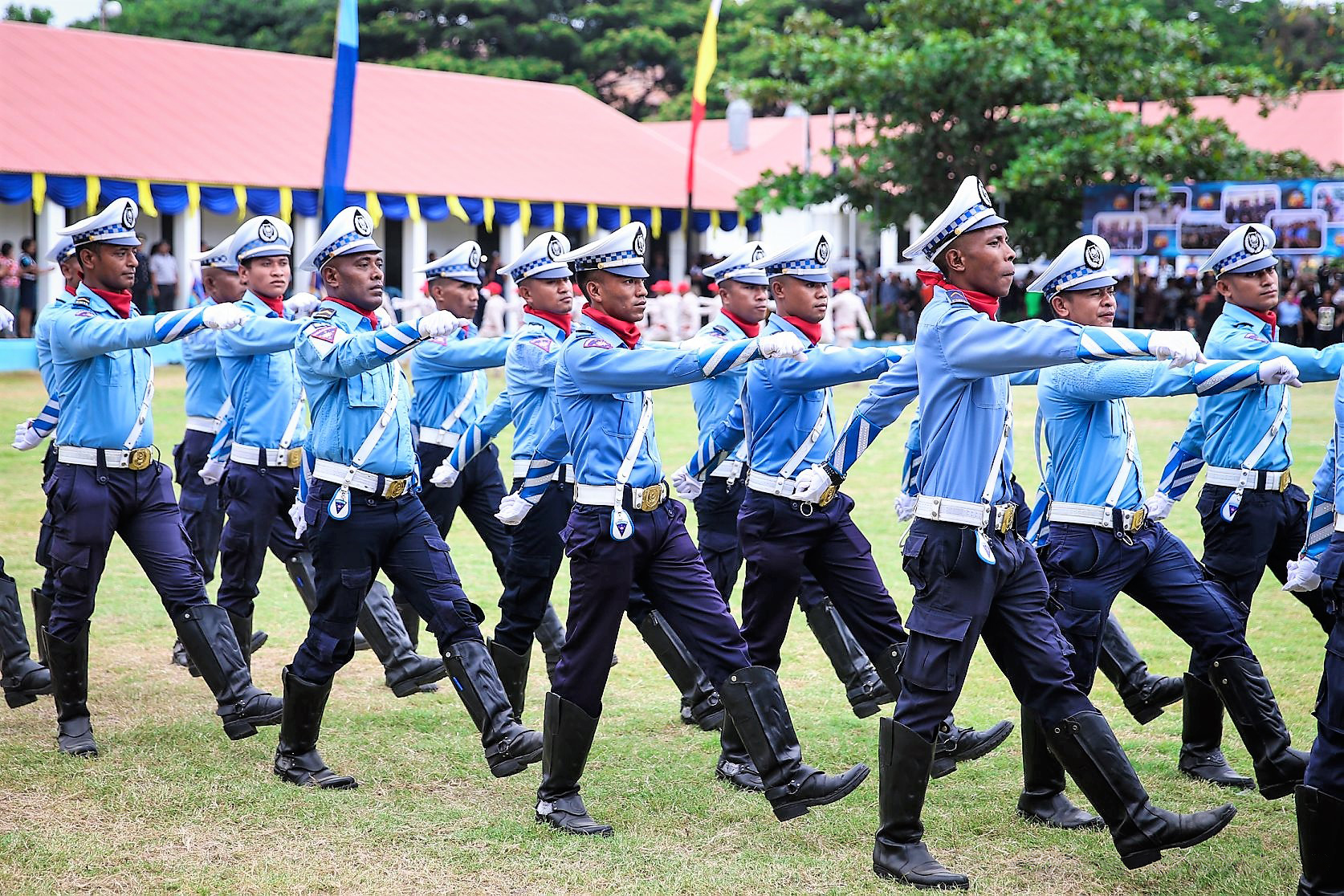

## Fahrzeuge

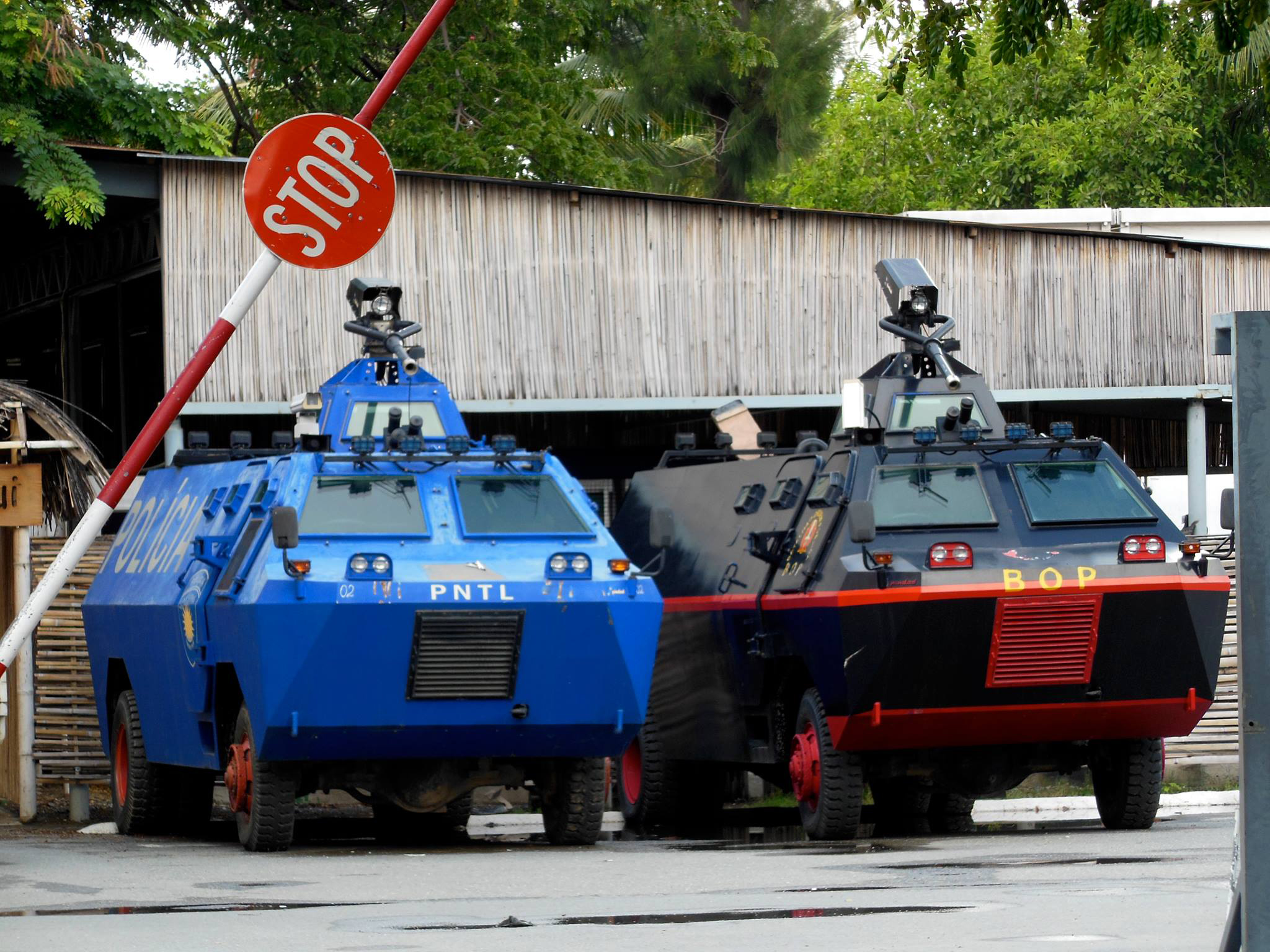
Polizeiposten mit gepanzerten Fahrzeugen von PNTL und BOP
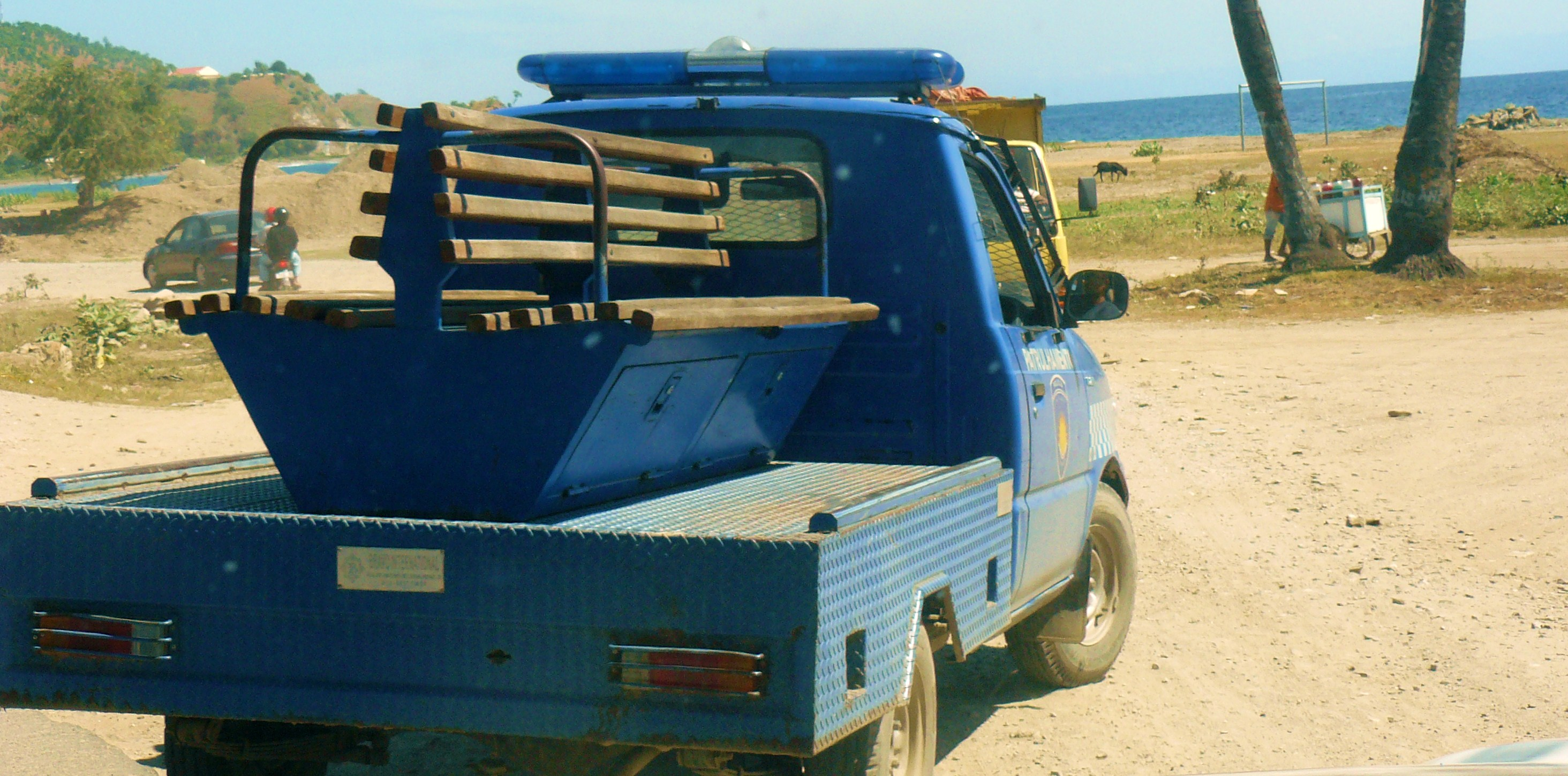
Polizeiwagen in Osttimor
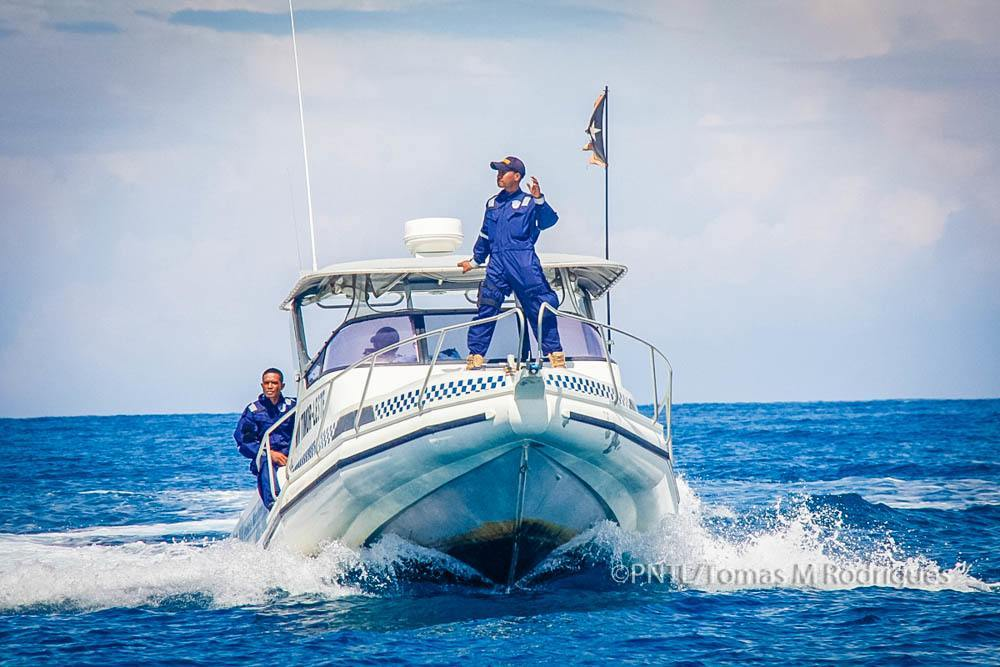
NV Timor-Leste der UPM
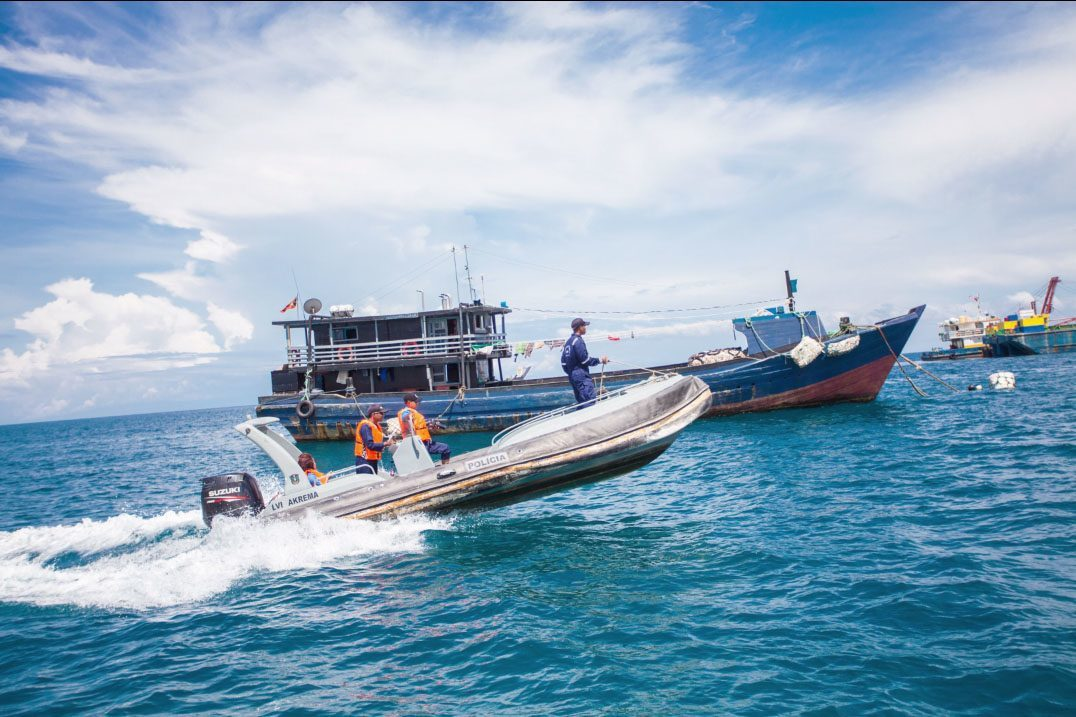
UPM
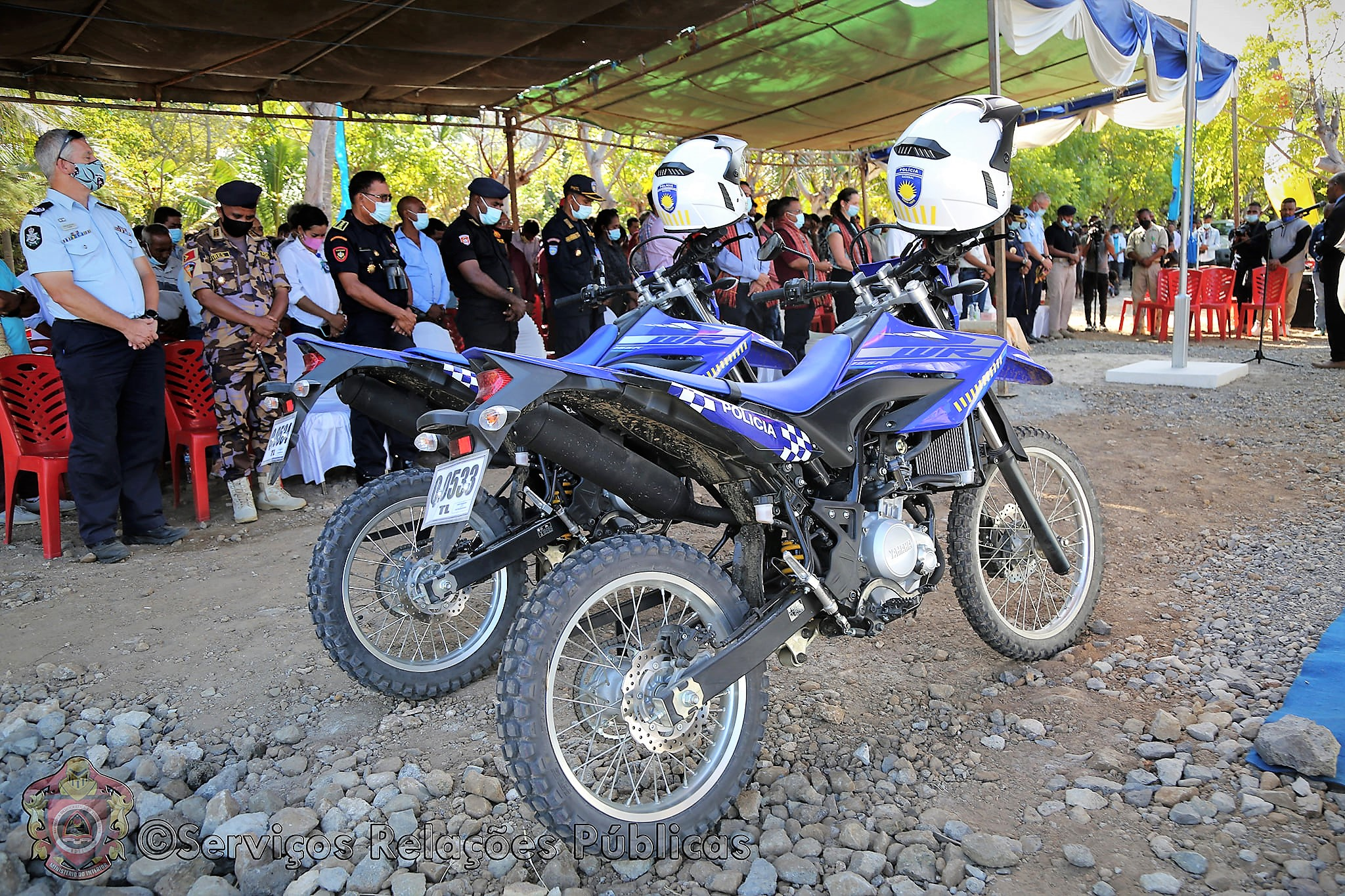
Motorräder auf Atauro